# Brélès
Brélès ist eine französische Gemeinde mit 867 Einwohnern (Stand 1. Januar 2022) im Département Finistère in der Region Bretagne; sie gehört zum Arrondissement Brest und zum Kanton Saint-Renan.
Der Ort liegt an der Mündung des Aber Ildut.

## Bevölkerungsentwicklung
| Jahr      | 1962 | 1968 | 1975 | 1982 | 1990 | 1999 | 2007 | 2017 |
| Einwohner | 689  | 624  | 528  | 600  | 763  | 749  | 805  | 875  |

## Sehenswürdigkeiten
- Château de Kergroadès, erbaut 1602–1613

Siehe auch: Liste der Monuments historiques in Brélès